# Bojan Jokić
Pour les articles homonymes, voir Jokić.
Bojan Jokić, né le 17 mai 1986 à Kranj, est un footballeur international slovène évoluant au poste de défenseur.

## Carrière de joueur

### En club
Le 7 juin 2007, Jokić signe un contrat de quatre ans avec le FC Sochaux et retrouve son compatriote et ancien coéquipier du ND Gorica, Valter Birsa. Ce joueur de nationalité slovène est régulièrement titulaire en équipe nationale et lorsqu'il jouait encore en Slovénie, il a été supervisé par plusieurs grands clubs comme le Milan AC qui voyait en lui le nouveau Serginho et qui était sur le point de l'acheter quand, le défenseur gauche décida de rejoindre son compère Valter Birsa au FCSM.
Le 30 janvier 2010, Jokić est prêté avec option d'achat au Chievo Vérone en Série A. En mai, le club acquiert définitivement le joueur.
Le 4 juillet 2013, Villarreal CF annonce l'arrivée de Jokić.
Le 8 janvier 2016, il est prêté à Nottingham Forest jusqu'au fin de la saison.

### En équipe nationale
Bojan Jokić participe à la Coupe du monde 2010 en Afrique du Sud avec la Slovénie.

## Buts internationaux
|    | Date        | Lieu                                 | Adversaire | Résultat | Compétition |
| -- | ----------- | ------------------------------------ | ---------- | -------- | ----------- |
| 1. | 3 mars 2010 | Stade Ljudski vrt, Maribor, Slovénie | Qatar      | 4-1      | Amical      |

## Palmarès
ND Gorica
- Champion de Slovénie en 2006.